# Orson Scott Card
Orson Scott Card (Richland, Washington, 24 augustus 1951) is een Amerikaanse schrijver, vooral bekend van zijn sciencefiction- en fantasywerken, maar ook in andere genres actief.

## Biografie
Card startte zijn carrière als schrijver in 1978 met de SF-romans Hot Sleep en Capitol en vervolgde in 1979 met het fantasy-werk Songmaster. Hij werd wereldberoemd met Ender's Game uit 1985 dat evenals de opvolger Speaker for the Dead de Hugo Award én de Nebula Award won. Card is hierdoor de enige schrijver die beide belangrijkste SF-prijzen in twee jaren na elkaar won.
Sindsdien heeft hij ook andere genres beoefend, zoals horror met Lost Boys en thriller met Treasure Box. Andere werken die zijn veelzijdigheid demonstreren zijn The Tales of Alvin Maker, een serie over een alternatieve geschiedenis van de Verenigde Staten waarmee hij vier Locus Awards won, The Abyss, een roman naar de gelijknamige film van James Cameron en Robota een samenwerking met de Star Wars-kunstenaar Doug Chiang.
Zijn werken worden gedomineerd door gedetailleerde karakterbeschrijvingen en morele vraagstukken. In een aantal boeken komen religieuze thema's expliciet tot uiting, zoals in Stone Tables over Mozes en Saints over Mormonen-pioniers. In andere werken is Cards Mormonengeloof minder evident, hoewel de Alvin Maker Saga gedeeltelijk een hervertelling is van Het Boek van Mormon en het leven van Joseph Smith, de grondlegger van de Mormoonse leer.
Naast zijn romans en korte verhalen schrijft Card ook non-fictie. Tijdens de jaren 80 schreef hij veel technische artikelen en columns voor computertijdschriften. Hij is ook actief als politiek schrijver en spreker. Na de aanslagen van 11 september 2001 begon hij een wekelijkse column War Watch (die later de naam World Watch kreeg), waarvan een archief op zijn website te vinden is. Op deze website schrijft Card vooral over zijn aartsconservatieve maatschappelijke denkbeelden. Zijn blogs en columns zijn tot op de dag van vandaag omstreden, zo is er een publieke discussie omtrent het bannen van de film "Ender's Game" omtrent Card's bijdrage en verdiensten hieraan, wegens zijn homofobie.

## Belangrijkste prijzen
Hugo Award
- Ender's Game  (1986) - roman
- Speaker for the Dead (1987) - roman
- Eye for Eye (1988) - novelle
- How to Write Science Fiction and Fantasy (1991) - non-fiction

Nebula Award
- Ender's Game  (1986) - roman
- Speaker for the Dead (1987) - roman

Locus Award
- Speaker for the Dead (1987) - SF-roman
- Seventh Son (1988) - fantasyroman
- Red Prophet (1989) - fantasyroman
- Dogwalker (1990) - novelle
- Lost Boys (1990) - kortverhaal
- Prentice Alvin (1990) - fantasyroman
- Maps in a Mirror (1991) - bloemlezing
- Alvin Journeyman (1996) - fantasyroman

Campbell Award
- 1978 - best new writer

World Fantasy Award
- Hatrack River (1987) - novelle

## Geselecteerde bibliografie

### Ender collectie

#### HetEnderquintet
(originele serie) 
- Ender's Game (1985) (vertaald als: Ender wint, later als: De tactiek van Ender, en nog later als Ender's Game)
- Speaker for the Dead (1986) (vertaald als: Spreker voor de Doden)
- Xenocide (1991) (vertaald als: Xenocide)
- Children of the Mind (1996) (vertaald als: Kinderen van de Geest)
- Ender in Exile (2008)

#### De Schaduw serie
(parallelle serie) 
- Ender's Shadow (parallelle roman aan Ender's Game) (1999) (vertaald als: Enders Schaduw)
- Shadow of the Hegemon (2001)
- Shadow Puppets (2002)
- Shadow of the Giant (2005)
- Shadows in Flight (2012)
- The Last Shadow (gepland)

#### De Formic War serie
(prequel serie, met Aaron Johnston)
- Earth Unaware (2012)
- Earth Afire (2013)
- Earth Awakens (2014)
- The Swarm (2016)
- The Hive (gepland)
- The Queens (gepland)

#### Fleet School serie
(sequel serie) 
- The Children of the Fleet (2017)

#### Andere Ender verhalen
- First Meetings (korte verhalen) (2002) (waaronder Investment Counselor, vertaald als: De Beleggingsadviseur)
- A War of Gifts: An Ender Story (2007)

### De Alvin Maker saga
- Seventh Son (1987) (vertaald als: De zevende zoon)
- Red Prophet (1988) (vertaald als: Rode profeet)
- Prentice Alvin (1989) (vertaald als: Alvin in de leer)
- Alvin Journeyman (1995) (vertaald als: Alvin de gezel)
- Heartfire (1998) (niet vertaald)
- The Crystal City (2003) (niet vertaald)
- Master Alvin (in voorbereiding)

### De Homecoming saga
- The Memory of Earth (1992)
- The Call of Earth (1992)
- The Ships of Earth (1994)
- Earthfall (1995)
- Earthborn (1995)

### De Women of Genesis serie
- Sarah (2000)
- Rebekah (2001)
- Rachel and Leah (2004)
- The Wives of Israel (in voorbereiding)

### Overige romans
- A Planet Called Treason (1978)vertaald als "Wereld van Verraad" (1980)
- Songmaster (1979) vertaald als Zangersmeester Meulenhofreeks 265
- Hart's Hope (1983)
- Saints (1983)
- Wyrms (1987)
- Treason (1988 - revisie van A Planet Called Treason)
- The Worthing Saga (1990)
- Lost Boys (1992)
- Lovelock (1994) (met Kathryn H. Kidd)
- Pastwatch: The Redemption of Christopher Columbus (1996)
- Treasure Box (1996)
- Stone Tables (1997)
- Homebody (1998)
- Enchantment (1999)
- Magic Street (2005)
- Empire (2006)

### Verhalenbundels
- Unaccompanied Sonata and Other Stories (1980)
- Cardography (1987)
- The Folk Of The Fringe (1989)
- Maps in a Mirror: The Short Fiction of Orson Scott Card (1990)
- Keeper of Dreams (2008)

### Overig werk
- The Abyss (1989 - roman naar de film; met James Cameron)
- Eye For Eye / Tunesmith (1990) (Eye For Eye geschreven door Card, Tunesmith door Lloyd Biggle, Jr.)
- Magic Mirror (1999 - kinderboek)
- Robota (2003 - geïllustreerd boek; met Doug Chiang)
- An Open Book (2004 - poëzie)
- Ultimate Iron Man (2005 - stripverhalenreeks)
- Red Prophet: The Tales Of Alvin Maker (2006 - stripverhalenreeks)
- Wyrms (2006 - stripverhalenreeks)
- Invasive Procedures (2007 - medische thriller; met Aaron Johnston)